# Cabaret Paradis
Pour plus de détails, voir Fiche technique et Distribution.
Cabaret Paradis est un film français réalisé par Shirley et Dino, sorti en 2006.

## Synopsis
Shirley et Dino débarquent à Paris pour reprendre le cabaret que leur oncle leur a légué. Au bord de la faillite, l'établissement est convoité par des truands du quartier, prêts à tout pour se débarrasser des nouveaux propriétaires. Mais c'est sans compter sur l'inventivité, l'innocence et la ténacité de Shirley et Dino qui ont une semaine pour sauver leur Cabaret Paradis.

## Fiche technique
- Titre : Cabaret Paradis
- Réalisation : Gilles Benizio et Corinne Benizio
- Scénario : Corinne Benizio
- Musique :
- Production : Les Films Pelléas
- Pays d'origine :  France
- Format : 16/9 1,85: 1 14 HT / BAS/Couleur
- Son : Stéréo Dolby Digital
- Genre : comédie
- Durée : 98 minutes
- Date de sortie : France : 12 avril 2006

## Distribution
- Gilles Benizio : Dino
- Corinne Benizio  : Shirley
- Michel Vuillermoz : Jeff
- Christian Hecq : Paco
- Riton Liebman : Manu
- Maaike Jansen : Pakita
- Serge Riaboukine : Wladimir
- Nathalie Serrault, Valérie Crouzet et Maryse Poulhe : danseuses cabaret
- Toni Cecchinato : le magicien
- Vittoria Scognamiglio : l'assistante du magicien
- Agathe Natanson : Mireille
- Anton Yakovlev : le mafieux russe
- Pascal Durozier : Gabriel, le régisseur
- Eriq Ebouaney : le commissaire
- Frankie Pain : Maryline

## Commentaire
Ce film est en partie autobiographique.
Le film fut un échec commercial.